# Osojnik (Vrbovsko)
 Osojnik  falu Horvátországban, a Tengermellék-Hegyvidék megyében. Közigazgatásilag  Vrbovskóhoz tartozik.

## Fekvése
Fiumétól 61 km-re, községközpontjától 11 km-re keletre, az A6-os autópálya mellett fekszik.

## Története
A településnek 1857-ben 465, 1910-ben 368 lakosa volt. Trianonig Modrus-Fiume vármegye Vrbovskói járásához tartozott. 2011-ben 100 lakosa volt.

## Lakosság
| Lakosság változása | Lakosság változása | Lakosság változása | Lakosság változása | Lakosság változása | Lakosság változása | Lakosság változása | Lakosság változása | Lakosság változása | Lakosság változása | Lakosság változása | Lakosság változása | Lakosság változása | Lakosság változása | Lakosság változása | Lakosság változása |
| ------------------ | ------------------ | ------------------ | ------------------ | ------------------ | ------------------ | ------------------ | ------------------ | ------------------ | ------------------ | ------------------ | ------------------ | ------------------ | ------------------ | ------------------ | ------------------ |
| 1857               | 1869               | 1880               | 1890               | 1900               | 1910               | 1921               | 1931               | 1948               | 1953               | 1961               | 1971               | 1981               | 1991               | 2001               | 2011               |
| 465                | 441                | 426                | 415                | 367                | 368                | 355                | 391                | 333                | 317                | 258                | 247                | 209                | 197                | 130                | 100                |

## Nevezetességei
Szent Péter és Pál apostolok tiszteletére szentelt temetőkápolnája a település történelmi része feletti dombon helyezkedik el. 1649-ben épült egyhajós épület, melynek kívülről sokszög záródású szentélye, nagy harangdúca és a főhomlokzat előtt kialakított, nyitott előcsarnoka van. Külső falai díszítőelemek nélküliek. A belső tér is nagyon egyszerű. A szentélynek hangsúlyos keresztboltozata van. Eredeti az 1710-ből származó főoltár a diadalívtől jobbra található, míg a szentély újabb kialakítású, mindenféle stílusjegy nélküli.